# Dekanat starogardzki
Dekanat Starogard Gdański – jeden z 30 dekanatów w rzymskokatolickiej diecezji pelplińskiej.

## Parafie
W skład dekanatu wchodzi 10 parafii:
- parafia Podwyższenia Krzyża Świętego – Dąbrówka
- parafia św. Barbary – Kokoszkowy
- parafia Jezusa Chrystusa Króla Wszechświata – Starogard Gdański
- parafia Najświętszego Serca Pana Jezusa – Starogard Gdański
  - kaplica filialna Wniebowzięcia Najświętszej Maryi Panny - Starogard Gdański
- parafia Najświętszej Maryi Panny Matki Kościoła – Starogard Gdański
- parafia św. Katarzyny Aleksandryjskiej – Starogard Gdański
- parafia św. Mateusza – Starogard Gdański
- parafia św. Wojciecha – Starogard Gdański
- parafia Miłosierdzia Bożego – Starogard Gdański
- parafia św. Jana Chrzciciela – Sumin
  - Kaplica filialna Niepokalanego Serca Najświętszej Maryi Panny w Sucuminie

## Sąsiednie dekanaty
Pelplin, Skarszewy, Skórcz, Tczew, Zblewo